# Mads Timm
Mads Timm (ur. 31 października 1984 w Odense) – duński piłkarz występujący na pozycji napastnika. Ostatnim jego zawodowym klubem był zespół Lyngby Boldklub, obecnie jest zawodnikiem amatorskiego Kerteminde.
Timm karierę zaczynał w Odense BK, po czym w 2000 roku dołączył do drużyny Manchester United F.C. W drużynie z Premiership zadebiutował w październiku 2002 roku w meczu z Maccabi Hajfa, w ramach Ligi Mistrzów. Jako że nie potrafił przebić się do pierwszego składu United przeszedł na wypożyczenie do norweskiego klubu Viking FK. Timm przebywał również na krótkotrwałych wypożyczeniach w F.C. Lyn Fotball i Walsall F.C.
24 maja 2006 roku wraz z sześcioma innymi zawodnika został zwolniony z Manchesteru United, a 1 czerwca 2006 roku związał się 3-letnim kontraktem z Odense. W tym klubie grał do sierpnia 2008 roku, po czym przeszedł do Lyngby Boldklub. Tam jednak nie zagrzał długo miejsca i z powodu kontuzji oraz braku motywacji do dalszej gry, w kwietniu 2009 roku zakończył karierę. Wznowił ją w 2011 w amatorskim zespole Kerteminde.